# Lista de ferrovias do Brasil
Esta é uma lista das ferrovias do Brasil:

## Ferrovias para transporte de cargas em funcionamento e inativada

### Ferrovias radiais
- EF-025
- EF-040
- EF-045
- EF-050: Linha Tronco (Companhia Mogiana de Estradas de Ferro)

### Ferrovias longitudinais
- EF-101
- EF-102
- EF-103
- EF-105
- EF-116: trecho da Ferrovia Nova Transnordestina.
- EF-118: trecho da Ferrovia Vitória-Rio.
- EF-140
- EF-150
- EF-151: trecho da Ferrovia Norte-Sul.
- EF-153
- EF-170: trecho da Ferrogrão.

### Ferrovias transversais
- EF-222
- EF-225
- EF-232: trecho da Ferrovia Nova Transnordestina.
- EF-246: trecho da Ferrovia Transoceânica.
- EF-262: Estrada de Ferro Vitória a Minas e Linha Garças a Belo Horizonte (Estrada de Ferro Oeste de Minas).
- EF-265: Estrada de Ferro Noroeste do Brasil
- EF-266
- EF-267: trecho da Ferrovia do Pantanal.
- EF-270
- EF-271: Linha Campinas-São Paulo-Rio do trem de alta velocidade no Brasil.
- EF-277: trecho da Ferroeste.
- EF-278
- EF-280: Leste Oeste em Santa Catarina, Linha Heval d’Oeste – Itajaí.
- EF-290
- EF-293

### Ferrovias diagonais
- EF-315: Estrada de Ferro Carajás
- EF-333
- EF-334: Ferrovia Oeste-Leste.
- EF-354: trecho da Ferrovia de Integração do Centro-Oeste.
- EF-364: trecho da Ferronorte.
- EF-366: Linha Tronco Oeste (Companhia Paulista de Estradas de Ferro)
- EF-369: antiga Estrada de Ferro São Paulo-Paraná
- EF-370
- EF-381: Linha Curitiba-Campinas-Belo Horizonte do trem de alta velocidade no Brasil.

### Ferrovias de ligação
- EF-401
- EF-404
- EF-405
- EF-410
- EF-411
- EF-415
- EF-416
- EF-418
- EF-420
- EF-430
- EF-431
- EF-445
- EF-451: trecho da Ferrovia Litorânea Sul.
- EF-452
- EF-455
- EF-457
- EF-458
- EF-459
- EF-460
- EF-461
- EF-462
- EF-463
- EF-464
- EF-465
- EF-466
- EF-468
- EF-469
- EF-470
- EF-471
- EF-472
- EF-473
- EF-474
- EF-478
- EF-479
- EF-480
- EF-481
- EF-482
- EF-483
- EF-484: linha Maracaju/MS – Cascavel/PR operada pela Ferroeste.
- EF-485: trecho da Ferrovia Litorânea Sul.
- EF-486
- EF-487
- EF-488
- EF-489
- EF-490
- EF-491: Ferrovia do Trigo.
- EF-492
- EF-493
- EF-494
- EF-495
- EF-496
- EF-497
- EF-498
- EF-499
- EF-500

### Outras ferrovias para cargas
- Corredor de Exportação Santos-Uberaba
  - Linha Mairinque-Santos
  - Ramal de Conçeiçãozinha
  - Ramal de Piaçaguera
  - Variante Boa Vista-Guaianã
  - Variante Boa Vista-Guedes
  - Variante Bento Quirino-Entroncamento
  - Variante Entroncamento-Amoroso Costa
  - Variante Guedes-Mato Seco
  - Variante Lagoa-Tambaú
  - Variante Tambaú-Bento Quirino
- Estrada de Ferro Amapá
- Estrada de Ferro Jari
- Estrada de Ferro Juruti
- Estrada de Ferro Trombetas
- Estrada de Ferro Vitória a Minas (EFVM)
- Ferroanel de São Paulo
- Ferrovia do Aço
- Ferrovia São Luís-Teresina
- Ferrovia Tereza Cristina
- Ferrovia Teresina-Fortaleza
- Ferrovia Teresina-Parnaíba
- Linha Auxiliar (Estrada de Ferro Central do Brasil)
- Linha do Centro (Estrada de Ferro Central do Brasil)
- Linha do Litoral (Estrada de Ferro Leopoldina)
- Linha Santos-Jundiaí
- Linha Tronco (Companhia Mogiana de Estradas de Ferro)
- Linha Tronco (Companhia Paulista de Estradas de Ferro)
- Linha Tronco (Estrada de Ferro Araraquara)
- Linha Tronco (Estrada de Ferro Sorocabana)
- Linha Tronco (Rede Mineira de Viação)
- Linha Tronco Oeste (Companhia Paulista de Estradas de Ferro)
- Linhas da Estrada de Ferro Noroeste do Brasil
- Linhas da Ferronorte
- Ramal Cajati-Santos
- Ramal de Bauru (Estrada de Ferro Sorocabana)
- Ramal de São Paulo (Estrada de Ferro Central do Brasil)
- Tronco Principal Sul

## Ferrovias para transporte de passageiros

### Ferrovias para transporte de longa distância de passageiros
- Estrada de Ferro Carajás (EFC)
- Estrada de Ferro Vitória a Minas (EFVM)

### Linhas do transporte ferroviário urbano
| Sistema                                     | Linha                                       | Tipo                              | Situação Atual                    |                                   |                                   |                                   |
| Transporte no Estado de São Paulo           | Transporte no Estado de São Paulo           | Transporte no Estado de São Paulo | Transporte no Estado de São Paulo | Transporte no Estado de São Paulo | Transporte no Estado de São Paulo | Transporte no Estado de São Paulo |
| ------------------------------------------- | ------------------------------------------- | --------------------------------- | --------------------------------- | --------------------------------- | --------------------------------- | --------------------------------- |
| Metrô de São Paulo                          | Linha 1 do Metrô de São Paulo               | Metrô                             | Em operação.                      |                                   |                                   |                                   |
| Metrô de São Paulo                          | Linha 2 do Metrô de São Paulo               | Metrô                             | Em operação.                      |                                   |                                   |                                   |
| Metrô de São Paulo                          | Linha 3 do Metrô de São Paulo               | Metrô                             | Em operação.                      |                                   |                                   |                                   |
| Metrô de São Paulo                          | Linha 4 do Metrô de São Paulo               | Metrô                             | Em operação.                      |                                   |                                   |                                   |
| Metrô de São Paulo                          | Linha 5 do Metrô de São Paulo               | Metrô                             | Em operação.                      |                                   |                                   |                                   |
| Metrô de São Paulo                          | Linha 6 do Metrô de São Paulo               | Metrô                             | Em obras.                         |                                   |                                   |                                   |
| Metrô de São Paulo                          | Linha 15 do Metrô de São Paulo              | Monotrilho                        | Em operação.                      |                                   |                                   |                                   |
| Metrô de São Paulo                          | Linha 16 do Metrô de São Paulo              | Metrô                             | Em projeto.                       |                                   |                                   |                                   |
| Metrô de São Paulo                          | Linha 17 do Metrô de São Paulo              | Monotrilho                        | Em obras.                         |                                   |                                   |                                   |
| Metrô de São Paulo                          | Linha 19 do Metrô de São Paulo              | Metrô                             | Em projeto.                       |                                   |                                   |                                   |
| Metrô de São Paulo                          | Linha 20 do Metrô de São Paulo              | Metrô                             | Em projeto.                       |                                   |                                   |                                   |
| Trem Metropolitano de São Paulo             | Linha 7 do Trem Metropolitano de São Paulo  | Trem suburbano                    | Em operação.                      |                                   |                                   |                                   |
| Trem Metropolitano de São Paulo             | Linha 8 do Trem Metropolitano de São Paulo  | Trem suburbano                    | Em operação.                      |                                   |                                   |                                   |
| Trem Metropolitano de São Paulo             | Linha 9 do Trem Metropolitano de São Paulo  | Trem suburbano                    | Em operação.                      |                                   |                                   |                                   |
| Trem Metropolitano de São Paulo             | Linha 10 do Trem Metropolitano de São Paulo | Trem suburbano                    | Em operação.                      |                                   |                                   |                                   |
| Trem Metropolitano de São Paulo             | Linha 11 do Trem Metropolitano de São Paulo | Trem suburbano                    | Em operação.                      |                                   |                                   |                                   |
| Trem Metropolitano de São Paulo             | Linha 12 do Trem Metropolitano de São Paulo | Trem suburbano                    | Em operação.                      |                                   |                                   |                                   |
| Trem Metropolitano de São Paulo             | Linha 13 do Trem Metropolitano de São Paulo | Trem suburbano                    | Em operação.                      |                                   |                                   |                                   |
| Aeromóvel do Aeroporto de Guarulhos         | Linha única.                                | Aeromóvel                         | Em obras.                         |                                   |                                   |                                   |
| VLT da Baixada Santista                     | Linha 1 do VLT da Baixada Santista          | VLT                               | Em operação.                      |                                   |                                   |                                   |
| VLT da Baixada Santista                     | Linha 2 do VLT da Baixada Santista          | VLT                               | Em obras.                         |                                   |                                   |                                   |
| Trens Intercidades (São Paulo)              | TIC Eixo Norte (São Paulo ↔ Campinas)       | Trem intercidades                 | Em projeto.                       |                                   |                                   |                                   |
| Transporte no Estado do Rio de Janeiro      |                                             |                                   |                                   |                                   |                                   |                                   |
| Bonde de Santa Teresa                       | Linha única.                                | Bonde                             | Em operação.                      |                                   |                                   |                                   |
| Metrô do Rio de Janeiro                     | Linha 1 do Metrô do Rio de Janeiro          | Metrô                             | Em operação.                      |                                   |                                   |                                   |
| Metrô do Rio de Janeiro                     | Linha 2 do Metrô do Rio de Janeiro          | Metrô                             | Em operação.                      |                                   |                                   |                                   |
| Metrô do Rio de Janeiro                     | Linha 3 do Metrô do Rio de Janeiro          | Metrô                             | Em projeto.                       |                                   |                                   |                                   |
| Metrô do Rio de Janeiro                     | Linha 4 do Metrô do Rio de Janeiro          | Metrô                             | Em operação.                      |                                   |                                   |                                   |
| VLT Carioca                                 | Linha 1 do VLT Carioca                      | VLT                               | Em operação.                      |                                   |                                   |                                   |
| VLT Carioca                                 | Linha 2 do VLT Carioca                      | VLT                               | Em operação.                      |                                   |                                   |                                   |
| VLT Carioca                                 | Linha 3 do VLT Carioca                      | VLT                               | Em operação.                      |                                   |                                   |                                   |
| VLT Carioca                                 | Linha 4 do VLT Carioca                      | VLT                               | Em operação.                      |                                   |                                   |                                   |
| Trens Urbanos do Rio de Janeiro             | Linha Belford Roxo                          | Trem suburbano                    | Em operação.                      |                                   |                                   |                                   |
| Trens Urbanos do Rio de Janeiro             | Linha Deodoro                               | Trem suburbano                    | Em operação.                      |                                   |                                   |                                   |
| Trens Urbanos do Rio de Janeiro             | Linha Guapimirim                            | Trem suburbano                    | Em operação.                      |                                   |                                   |                                   |
| Trens Urbanos do Rio de Janeiro             | Linha Itaguaí                               | Trem suburbano                    | Em projeto.                       |                                   |                                   |                                   |
| Trens Urbanos do Rio de Janeiro             | Linha Japeri                                | Trem suburbano                    | Em operação.                      |                                   |                                   |                                   |
| Trens Urbanos do Rio de Janeiro             | Linha Paracambi                             | Trem suburbano                    | Em operação.                      |                                   |                                   |                                   |
| Trens Urbanos do Rio de Janeiro             | Linha Santa Cruz                            | Trem suburbano                    | Em operação.                      |                                   |                                   |                                   |
| Trens Urbanos do Rio de Janeiro             | Linha Saracuruna                            | Trem suburbano                    | Em operação.                      |                                   |                                   |                                   |
| Trens Urbanos do Rio de Janeiro             | Linha Vila Inhomirim                        | Trem suburbano                    | Em operação.                      |                                   |                                   |                                   |
| VLT de Macaé                                | Linha única.                                | VLT                               | Descontinuado.                    |                                   |                                   |                                   |
| Transporte o Estado de Minas Gerais         |                                             |                                   |                                   |                                   |                                   |                                   |
| Metrô de Belo Horizonte                     | Linha 1 do Metrô de Belo Horizonte          | Metrô                             | Em operação.                      |                                   |                                   |                                   |
| Metrô de Belo Horizonte                     | Linha 2 do Metrô de Belo Horizonte          | Metrô                             | Em obras.                         |                                   |                                   |                                   |
| Metrô de Belo Horizonte                     | Linha 3 do Metrô de Belo Horizonte          | Metrô                             | Em projeto.                       |                                   |                                   |                                   |
| Transporte no Distrito Federal              |                                             |                                   |                                   |                                   |                                   |                                   |
| Metrô do Distrito Federal                   | Linha Verde do Metrô do Distrito Federal    | Metrô                             | Em operação.                      |                                   |                                   |                                   |
| Metrô do Distrito Federal                   | Linha Laranja do Metrô do Distrito Federal  | Metrô                             | Em operação.                      |                                   |                                   |                                   |
| Transporte no Estado do Mato Grosso         |                                             |                                   |                                   |                                   |                                   |                                   |
| VLT de Cuiabá                               | Linha única.                                | VLT                               | Descontinuado.                    |                                   |                                   |                                   |
| Transporte no Estado do Ceará               |                                             |                                   |                                   |                                   |                                   |                                   |
| Metrô de Fortaleza                          | Linha Sul do Metrô de Fortaleza             | Metrô                             | Em operação.                      |                                   |                                   |                                   |
| Metrô de Fortaleza                          | Linha Leste do Metrô de Fortaleza           | Metrô                             | Em obras.                         |                                   |                                   |                                   |
| Metrô de Fortaleza                          | Linha Nordeste do Metrô de Fortaleza        | VLT                               | Em operação.                      |                                   |                                   |                                   |
| Metrô de Fortaleza                          | Linha Oeste do Metrô de Fortaleza           | VLT                               | Em operação.                      |                                   |                                   |                                   |
| Metrô de Fortaleza                          | Ramal Aeroporto do Metrô de Fortaleza       | VLT                               | Em obras.                         |                                   |                                   |                                   |
| VLT de Sobral                               | Linha Norte do VLT de Sobral                | VLT                               | Em operação.                      |                                   |                                   |                                   |
| VLT de Sobral                               | Linha Sul do VLT de Sobral                  | VLT                               | Em operação.                      |                                   |                                   |                                   |
| VLT do Cariri                               | Linha Central do VLT do Cariri              | VLT                               | Em operação.                      |                                   |                                   |                                   |
| Transporte no Estado da Bahia               |                                             |                                   |                                   |                                   |                                   |                                   |
| Metrô de Salvador                           | Linha 1 do Metrô de Salvador                | Metrô                             | Em operação.                      |                                   |                                   |                                   |
| Metrô de Salvador                           | Linha 2 do Metrô de Salvador                | Metrô                             | Em operação.                      |                                   |                                   |                                   |
| VLT de Salvador                             | Trecho 1 do VLT de Salvador                 | VLT                               | Em obras.                         |                                   |                                   |                                   |
| VLT de Salvador                             | Trecho 2 do VLT de Salvador                 | VLT                               | Em obras.                         |                                   |                                   |                                   |
| VLT de Salvador                             | Trecho 3 do VLT de Salvador                 | VLT                               | Em obras.                         |                                   |                                   |                                   |
| Plano Inclinado Gonçalves                   | Linha única.                                | Plano Inclinado                   | Em operação.                      |                                   |                                   |                                   |
| Plano Inclinado Liberdade-Calçada           | Linha única.                                | Plano Inclinado                   | Em operação.                      |                                   |                                   |                                   |
| Plano Inclinado Pilar                       | Linha única.                                | Plano Inclinado                   | Em operação.                      |                                   |                                   |                                   |
| Transporte no Estado de Pernambuco          |                                             |                                   |                                   |                                   |                                   |                                   |
| Metrô de Recife                             | Linha Centro do Metrô do Recife             | Metrô                             | Em operação.                      |                                   |                                   |                                   |
| Metrô de Recife                             | Linha Sul do Metrô do Recife                | Metrô                             | Em operação.                      |                                   |                                   |                                   |
| VLT do Recife                               | Linha Diesel (rota antiga)                  | VLT                               | Descontinuado.                    |                                   |                                   |                                   |
| VLT do Recife                               | Linha Curado–Cajueiro Seco do VLT do Recife | VLT                               | Em operação.                      |                                   |                                   |                                   |
| VLT do Recife                               | Linha Cajueiro Seco–Cabo do VLT do Recife   | VLT                               | Em operação.                      |                                   |                                   |                                   |
| Transporte no Estado do Rio Grande do Norte |                                             |                                   |                                   |                                   |                                   |                                   |
| Sistema de Trens Urbanos de Natal           | Linha Norte do STU de Natal                 | VLT                               | Em operação.                      |                                   |                                   |                                   |
| Sistema de Trens Urbanos de Natal           | Linha Sul do STU de Natal                   | VLT                               | Em operação.                      |                                   |                                   |                                   |
| Transporte no Estado de Alagoas             |                                             |                                   |                                   |                                   |                                   |                                   |
| Sistema de Trens Urbanos de Maceió          | Linha única.                                | VLT                               | Em operação.                      |                                   |                                   |                                   |
| Transporte no Estado da Paraíba             |                                             |                                   |                                   |                                   |                                   |                                   |
| Sistema de Trens Urbanos de João Pessoa     | Linha única.                                | VLT                               | Em operação.                      |                                   |                                   |                                   |
| VLT de Campina Grande                       | Linha única.                                | VLT                               | Em projeto.                       |                                   |                                   |                                   |
| Transporte no Estado do Piauí               |                                             |                                   |                                   |                                   |                                   |                                   |
| Metrô de Teresina                           | Linha única.                                | VLT                               | Em operação.                      |                                   |                                   |                                   |
| Transporte no Rio Grande do Sul             |                                             |                                   |                                   |                                   |                                   |                                   |
| Metrô de Porto Alegre                       | Linha 1 do Metrô de Porto Alegre            | Metrô                             | Em operação.                      |                                   |                                   |                                   |
| Aeromóvel do Aeroporto de Porto Alegre      | Linha única.                                | Aeromóvel                         | Em operação.                      |                                   |                                   |                                   |

### Ferrovias turísticas e culturais para passageiros
- Estrada de Ferro Campos do Jordão (São Paulo)
- Estrada de Ferro Madeira-Mamoré (ferrovia turística) (Rondônia)
- Estrada de Ferro Oeste de Minas (Minas Gerais)
- Estrada de Ferro Perus - Pirapora (São Paulo)
- Expresso Turístico (São Paulo)
- Transbaião (Bahia)
- Trem da Serra da Mantiqueira (Minas Gerais)
- Trem da Serra do Mar (Santa Catarina)
- Trem da Serra do Mar Paranaense / Trem Curitiba-Morretes (Paraná)
- Trem da Vale (Minas Gerais)
- Trem das Águas (Minas Gerais)
- Trem das Termas (Santa Catarina e Rio Grande do Sul)
- Trem do Corcovado (Rio de Janeiro)
- Trem do Forró (Pernambuco)
- Trem do Pampa (Rio Grande do Sul)[4]
- Trem do Vinho (Rio Grande do Sul)
- Trem dos Imigrantes (São Paulo)
- Trem Miguel Pereira
- Viação Férrea Campinas-Jaguariúna (São Paulo)

## Ferrovias e empresas ferroviárias extintas
As listas incluem empresas ferroviárias que foram fechadas. Na maioria dos casos elas foram absorvidas por outras empresas ou divididas.

### Brasil
- Rede Ferroviária Federal (RFFSA) (Criada em 1957 e concessionarizada em 1998 e dividida em várias companhias)

### Bahia
- Estrada de Ferro Bahia ao São Francisco
- Estrada de Ferro Bahia-Minas
- Estrada de Ferro Central da Bahia
- Estrada de Ferro Centro-Oeste da Bahia
- Estrada de Ferro Ilhéus
- Estrada de Ferro Nazaré
- Estrada de Ferro Petrolina a Teresina
- Estrada de Ferro Santo Amaro
- Linha do Trem do Subúrbio de Salvador
- Viação Férrea Federal do Leste Brasileiro

### Espírito Santo
- Estrada de Ferro Vitória a Minas (EFVM)
- Ferrovia Centro Atlântica (FCA)

### Minas Gerais
- Estrada de Ferro Bahia-Minas
- Estrada de Ferro Minas e Rio
- Estrada de Ferro Muzambinho
- Estrada de Ferro Oeste de Minas
- Estrada de Ferro Paracatu
- Rede Mineira de Viação
- Rede Sul Mineira
- Viação Férrea Sapucaí

### Paraná
- Estrada de Ferro Guaíra a Porto Mendes
- Estrada de Ferro Norte do Paraná
- Estrada de Ferro Paraná (E.F.P.)
- Estrada de Ferro São Paulo Rio Grande (EFSPRG) SP-RG
- Ferropar
- Rede de Viação Paraná-Santa Catarina (RVPSC)
- Trem do Contestado

### Rio de Janeiro
- Estrada de Ferro Campos a Carangola
- Estrada de Ferro Central do Brasil
- Estrada de Ferro Leopoldina
- Estrada de Ferro Macaé e Campos
- Estrada de Ferro Pirahyense
- Estrada de Ferro União Valenciana
- Estrada de Ferro Rio d'Ouro
- Estrada de Ferro Santa Izabel do Rio Preto
- Estrada de Ferro Mauá
- Trem da Estrada Real

### Santa Catarina
- Estrada de Ferro Santa Catarina
- Ferrovia Teresa Cristina

### São Paulo
- Companhia Descalvadense
- Companhia Douradense
- Companhia Estrada de Ferro do Dourado
- Companhia Ferroviária São Paulo-Goiaz
- Companhia Itatibense de Estradas de Ferro
- Companhia Guarujá‎
- Companhia Rio Claro - The Rio Claro São Paulo Railway Company
- Companhia Mogiana de Estradas de Ferro
- Companhia Paulista de Estradas de Ferro
- Estrada de Ferro Araraquara
- Estrada de Ferro Barra Bonita
- Estrada de Ferro Funilense
- Estrada de Ferro Noroeste do Brasil
- Estrada de Ferro Perus Pirapora
- Estrada de Ferro Santa Rita
- Estrada de Ferro Santos-Jundiaí
- Estrada de Ferro São Paulo e Minas
- Estrada de Ferro Sorocabana
- Ferrovia Paulista S.A.
- Ferrovia Bandeirantes S.A.
- Funicular de Paranapiacaba
- Ramal de Piracicaba
- São Paulo Railway
- Southern San Paulo Railway
- Tramway da Cantareira
- Tramway de Santo Amaro

### Outros estados
- Estrada de Ferro Central do Piauí
- Estrada de Ferro de Bragança
- Estrada de Ferro Goiás
- Estrada de Ferro de Natal a Nova Cruz
- Estrada de Ferro do Recife ao Limoeiro
- Estrada de Ferro Madeira-Mamoré
- Estrada de Ferro Mossoró-Sousa
- Estrada de Ferro Sampaio Correia
- Estrada de Ferro São Luís-Teresina
- Ferronorte
- Novoeste
- Estrada de Ferro Porto Murtinho a São Roque
- Rede de Viação Cearense
- Rede Ferroviária do Nordeste
- Viação Férrea do Rio Grande do Sul

## Projetos
- Trem do Sol: no litoral nordestino desde Salvador até São Luís, para cargas e passageiros.[5][6][7]